# Parque nacional Chiltern-Mt Pilot
Chiltern-Mt Pilot es un parque nacional en Victoria (Australia), ubicado a 237 km al noreste de Melbourne. Al momento de su creación su nombre era "Chiltern Box-Ironbark National Park".
El parque fue establecido por ley en 2002 para proteger una amplia gama de especies y ecosistemas amenazados. Los rasgos distintivos del parque incluyen las cataratas Woolshed, la pintoresca cima del Monte Pilot, Obras de roca aborígenes de importancia cultural en Yeddonba y ruinas históricas de la época de extracción de oro esparcidas por el parque. El parque se utiliza para una serie de actividades recreativas como caminatas, senderismo, pista de equitación, escalada en rocas, pícnic, camping, observación de aves y exploración.